# Kef Lakhdar
Pour les articles homonymes, voir Lakhdar.
Kef Lakhdar ou El Kaf Lakhdar est une commune de la wilaya de Médéa en Algérie. C'est sur son territoire que se trouvent les vestiges d'Achir.

## Géographie
La commune est située dans l'extrême nord des hautes plaines centrales algériennes  au piémont sud de l'Atlas tellien (mont de Titteri) à environ 158 km au sud d'Alger et à 89 km au sud-est de Médéa et à 16 km à l'est de Aïn Boucif et à 15 km à l'ouest de Chellalet El Adhaoura.
|            | Sidi Ziane  |                                  |
| Aïn Boucif | Kef Lakhdar | Tafraout , Chellalet El Adhaoura |
|            | Sidi Damed  |                                  |